# Theraps irregularis
Theraps irregularis är en fiskart som beskrevs av Günther 1862. Theraps irregularis ingår i släktet Theraps och familjen Cichlidae. Inga underarter finns listade i Catalogue of Life.